# Комісаров Микола Несторович
Мико́ла Не́сторович Коміса́ров (* 11 липня 1896, село Свисланівка Пензенської губернії — † 5 листопада 1977) — радянський, український лікар-хірург. Заслужений лікар УРСР (1954). Почесний громадянин Кам'янця-Подільського (1967).

## Біографічні відомості
Закінчив Пензенську гімназію, 1925 року — медичний факультет Московського університету.
Працював учителем в селі Ртищево Пензенської губернії, лікарем у містах Коломна (Московської області Росії), Юрьєв-Польський (Владимирської області Росії), у 1941–1945 роках — провідним хірургом в евакошпиталях (від осені 1944 року — в Кам'янці-Подільському).
Від січня 1945 року — завідувач хірургічного відділення Кам'янець-Подільської міської лікарні. Від травня 1967 року на пенсії.